# Коронейшн
Коронейшн (англ. Coronation) — містечко в Канаді, у провінції Альберта, у складі муніципального району Пейнтерс 18.

## Населення
За даними перепису 2016 року, містечко нараховувало 940 осіб, показавши скорочення на 0,7%, порівняно з 2011-м роком. Середня густина населення становила 259,9 осіб/км².
З офіційних мов обидвома одночасно володіли 15 жителів, тільки англійською — 900, а 5 — жодною з них. Усього 40 осіб вважали рідною мовою не одну з офіційних.
Працездатне населення становило 480 осіб (64,4% усього населення), рівень безробіття — 10,4% (15,4% серед чоловіків та 4,4% серед жінок). 81,3% осіб були найманими працівниками, а 16,7% — самозайнятими.
Середній дохід на особу становив $48 673 (медіана $35 968), при цьому для чоловіків — $60 146, а для жінок $38 118 (медіани — $53 760 та $26 880 відповідно).
25,3% мешканців мали закінчену шкільну освіту, не мали закінченої шкільної освіти — 32%, 42,7% мали післяшкільну освіту, з яких 18,8% мали диплом бакалавра, або вищий.
| Статево-вікова структура населення | Статево-вікова структура населення | Статево-вікова структура населення | Статево-вікова структура населення | Статево-вікова структура населення |
| ---------------------------------- | ---------------------------------- | ---------------------------------- | ---------------------------------- | ---------------------------------- |
|                                    |                                    |                                    |                                    |                                    |
| Всього                             | Всього                             | 50,0%                              |                                    |                                    |
| 0 — 14 років                       | 0 — 14 років                       |                                    | 16,4%                              | 16,4%                              |
| 15 — 64 років                      | 15 — 64 років                      |                                    | 64%                                | 64%                                |
| 65 і більше                        | 65 і більше                        |                                    | 19,6%                              | 19,6%                              |
| 85 і більше                        | 85 і більше                        |                                    | 4,2%                               | 4,2%                               |
| Середній вік (років)               | Середній вік (років)               | 41,744,6                           | 43,2                               | 43,2                               |
| Медіана (років)                    | Медіана (років)                    | 41,845,6                           | 44,0                               | 44,0                               |
| — чоловіки — жінки                 |                                    |                                    |                                    |                                    |

| Походження мешканців:     | Походження мешканців:     | Походження мешканців: | Походження мешканців: | Походження мешканців: |
| ------------------------- | ------------------------- | --------------------- | --------------------- | --------------------- |
| Походження                |                           |                       | осіб                  | %                     |
| Корінні американці        | Корінні американці        |                       | 65                    | 6.91%                 |
| Інше північноамериканське | Інше північноамериканське |                       | 295                   | 31.38%                |
| Європейське               | Європейське               |                       | 645                   | 68.62%                |
| британське                | британське                |                       | 465                   | 49.47%                |
| французьке                | французьке                |                       | 115                   | 12.23%                |
| українське                | українське                |                       | 25                    | 2.66%                 |
| Латинськоамериканське     | Латинськоамериканське     |                       | 15                    | 1.6%                  |
| Африканське               | Африканське               |                       | 15                    | 1.6%                  |
| Азійське                  | Азійське                  |                       | 60                    | 6.38%                 |

| Зайнятість населення за галузями (за класифікацією NOC): | Зайнятість населення за галузями (за класифікацією NOC): | Зайнятість населення за галузями (за класифікацією NOC): | Зайнятість населення за галузями (за класифікацією NOC): | Зайнятість населення за галузями (за класифікацією NOC): |
| -------------------------------------------------------- | -------------------------------------------------------- | -------------------------------------------------------- | -------------------------------------------------------- | -------------------------------------------------------- |
|                                                          |                                                          |                                                          |                                                          |                                                          |
| Управління                                               | Управління                                               |                                                          | 6,4%                                                     | 6,4%                                                     |
| Бізнес, фінанси та адміністрування                       | Бізнес, фінанси та адміністрування                       |                                                          | 12,8%                                                    | 12,8%                                                    |
| Природничі та прикладні науки                            | Природничі та прикладні науки                            |                                                          | 4,3%                                                     | 4,3%                                                     |
| Охорона здоров'я                                         | Охорона здоров'я                                         |                                                          | 12,8%                                                    | 12,8%                                                    |
| Освіта, правозахист, муніципальні та урядові служби      | Освіта, правозахист, муніципальні та урядові служби      |                                                          | 5,3%                                                     | 5,3%                                                     |
| Роздрібна торгівля та послуги                            | Роздрібна торгівля та послуги                            |                                                          | 18,1%                                                    | 18,1%                                                    |
| Гуртова торгівля, транспорт та обладнання                | Гуртова торгівля, транспорт та обладнання                |                                                          | 24,5%                                                    | 24,5%                                                    |
| Природні ресурси, сільське господарство                  | Природні ресурси, сільське господарство                  |                                                          | 12,8%                                                    | 12,8%                                                    |
| Виробництво                                              | Виробництво                                              |                                                          | 4,3%                                                     | 4,3%                                                     |

## Клімат
Середня річна температура становить 2,5°C, середня максимальна – 22,5°C, а середня мінімальна – -21,1°C. Середня річна кількість опадів – 404 мм.
| Клімат поселення                              | Клімат поселення | Клімат поселення | Клімат поселення | Клімат поселення | Клімат поселення | Клімат поселення | Клімат поселення | Клімат поселення | Клімат поселення | Клімат поселення | Клімат поселення | Клімат поселення | Клімат поселення |
| Показник                                      | Січ.             | Лют.             | Бер.             | Квіт.            | Трав.            | Черв.            | Лип.             | Серп.            | Вер.             | Жовт.            | Лист.            | Груд.            |                  |
| Середній максимум, °C                         | −7,52            | −4,61            | 1,80             | 10,68            | 17,02            | 21,44            | 22,45            | 21,75            | 16,17            | 9,97             | 0,03             | −6,31            |                  |
| Середня температура, °C                       | −14,3            | −11,39           | −5               | 3,90             | 10,26            | 14,66            | 17,16            | 16,50            | 10,90            | 4,70             | −5,26            | −11,6            |                  |
| Середній мінімум, °C                          | −21,08           | −18,17           | −11,78           | −2,9             | 3,50             | 7,90             | 11,87            | 11,18            | 5,60             | −0,6             | −10,55           | −16,9            |                  |
| Норма опадів, мм                              | 20               | 15               | 20               | 25               | 39               | 69               | 73               | 53               | 38               | 17               | 15               | 20               |                  |
| Середньомісячна швидкість вітру, м/с          | 4.31             | 4.10             | 4.30             | 4.49             | 4.40             | 4.00             | 3.60             | 3.50             | 3.80             | 4.20             | 4.40             | 4.40             |                  |
| Середньомісячна сонячна радіація, кДж/м²·день | 4094             | 7556             | 12599            | 17538            | 20888            | 22208            | 22784            | 19249            | 13263            | 8134             | 4295             | 2959             |                  |
| --------------------------------------------- | ---------------- | ---------------- | ---------------- | ---------------- | ---------------- | ---------------- | ---------------- | ---------------- | ---------------- | ---------------- | ---------------- | ---------------- | ---------------- |
| Джерело:                                      |                  |                  |                  |                  |                  |                  |                  |                  |                  |                  |                  |                  |                  |